# Vikingbreen
De Vikingbreen is een gletsjer op het eiland Nordaustlandet, dat deel uitmaakt van de Noorse eilandengroep Spitsbergen.

## Geografie
De gletsjer is zuidoost-noordwest georiënteerd en heeft een lengte van ruim twee kilometer. Ze wordt gevoed vanuit Palanderisen en Sørdomen (Austfonna) en mondt in het noorden uit in het Wahlenbergfjorden.
Ten oosten van de gletsjer ligt op ruim twee kilometer de gletsjer Eindridebreen en naar het westen op ruim twee kilometer de gletsjer Hårbardbreen.